# Schaalby
Schaalby (dänisch: Skålby) ist eine Gemeinde im Kreis Schleswig-Flensburg in Schleswig-Holstein.

## Geographie

### Geographische Lage
Das Gemeindegebiet von Schaalby erstreckt sich im südlichen Bereich der Halbinsel Angeln (Haupteinheit Nr. 700) auf dem nördlichen Ufer der Ostseebucht Schlei. Es befindet sich nordöstlich von deren Abschnitt Kleine Breite und nordwestlich der Großen Breite. In erstgenannte mündet im Gemeindegebiet die Füsinger Au. Das Gemeindegebiet erstreckt sich bis hinein in die Schlei. Die in der Großen Breite gelegene Insel Hestholm liegt im Gemeindebereich.

### Gemeindegliederung
Zur Gemeinde Schaalby gehören die ehemals selbständigen Dörfer Füsing (Fysing), Moldenit (Moldened) und Schaalby. Sie wurden im Zuge der Gebietsreform von 1974 zusammengeschlossen. Zu nennen sind ferner kleinere Höfe und Siedlungen wie Kahleby (Kalleby), Klensby, Tolkwade (Tolkvad) und Winning (Vinding).

### Nachbargemeinden
Unmittelbar angrenzende Gemeindegebiete von Schaalby sind:
| Nübel     | Tolk                                        | Taarstedt         |
| Schleswig | Kompassrose, die auf Nachbargemeinden zeigt | Brodersby-Goltoft |
|           | Fahrdorf, Borgwedel                         | Kosel, Güby       |

## Geschichte
Mehrere Hügelgräber im Gemeindegebiet weisen auf eine frühgeschichtliche Besiedlung.
Die ab 2010 ausgegrabene sogenannte Wikingersiedlung von Füsing, einem Ortsteil von Schaalby, die bereits um das Jahr 700 n. Chr. bestand, ist älter als Haithabu.
Am 1. Januar 1974 wurden die Gemeinden Füsing und Moldenit (mit Klensby) eingegliedert.
In Schaalby erhöhte sich die Einwohnerzahl in den letzten Jahren stetig durch rege Bautätigkeit. Die Nähe zu Schleswig (fünf Kilometer) und die Lage in Angeln direkt an der Schlei trugen dazu bei.

### Kirchen
Im Gemeindegebiet befinden sich zwei Kirchen. Die Moldeniter St.-Jakobus-Kirche stammt aus dem 12. Jahrhundert und liegt auf einem Hügel über Moldenit – umgeben von mächtigen Linden. Feldsteinmauern, bis 1,30 m Dicke, bestimmen ihr Aussehen. Der Turm wurde 1586 erstmals erwähnt und 1772 in der derzeitigen Konstruktion errichtet. Vier runde grüne Ranken legen sich um Wappenfelder mit den Emblemen der Adelsfamilien von Ahlefeldt und Kielmann von Kielmannseck. 1682 wurde der Altaraufsatz mit der Kreuzigungsszene vom Gründer des Gutes Winning – einem Herrn Schmidt – gestiftet. Sein Wappen ziert nun den Altar. Einem weiteren Gutsherrn, Joh. Lüdwig Jügert, verdankt die Kirche ihre Orgel.
Die St.-Marien-Kirche befindet sich in Kahleby zwischen den Dörfern Füsing und Schaalby. Sie gehörte einmal zum Kloster Guldholm am Langensee, später dann zum Schleswiger St. Johannis-Kloster. 1196 wurde sie als romanische Kirche erstmals erwähnt, schon im 13. Jahrhundert wurde sie erheblich vergrößert und 1855 umgebaut und um den Turm ergänzt. Ihr besonderer Schatz ist die Johann-Daniel-Busch-Orgel von 1784, seit ihrer Restaurierung 1989 eine der wichtigsten Barockorgeln Schleswig-Holsteins. Das schon im Mittelalter verschwundene Dorf Kahleby ist mit seiner über 800-jährigen Geschichte einer der ältesten Siedlungspunkte in Angeln, entstanden vermutlich in unmittelbarer Nähe eines vorchristlichen Heiligtums. Auffällig ist daher heute die herrliche, aber einsame Lage der Kirche nahe der Füsinger Au.

### Mühle
Die Wassermühle der Familie Kall wurde 1464 erstmals erwähnt und war bis 1970 in Betrieb. Heute steht die voll funktionsfähige Mühle unter Denkmalschutz. Nach dem im Gemeindegebiet liegenden Dorf Füsing war auch die 1702 entstandene Füsingharde benannt.

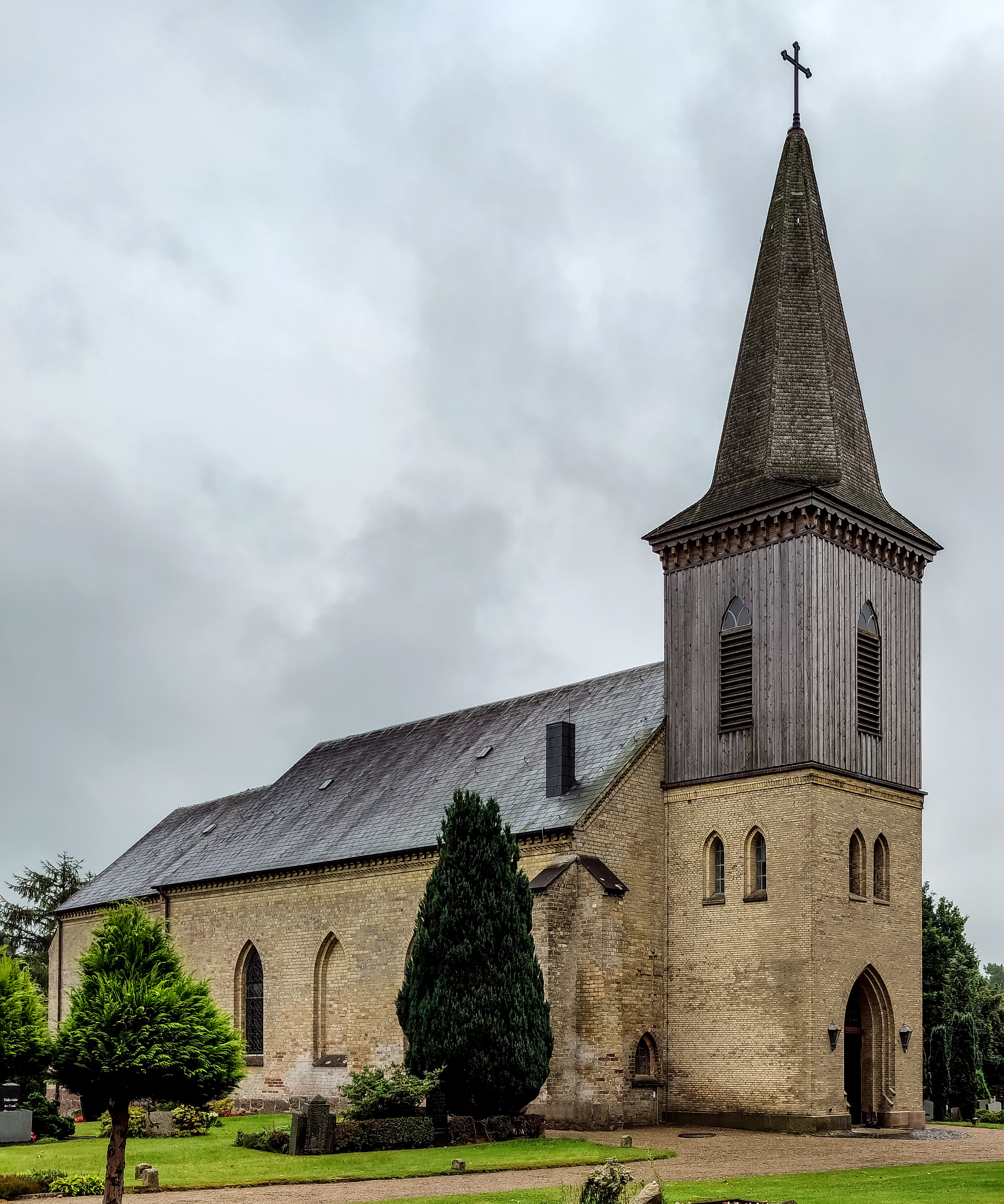
Kirche St. Marien
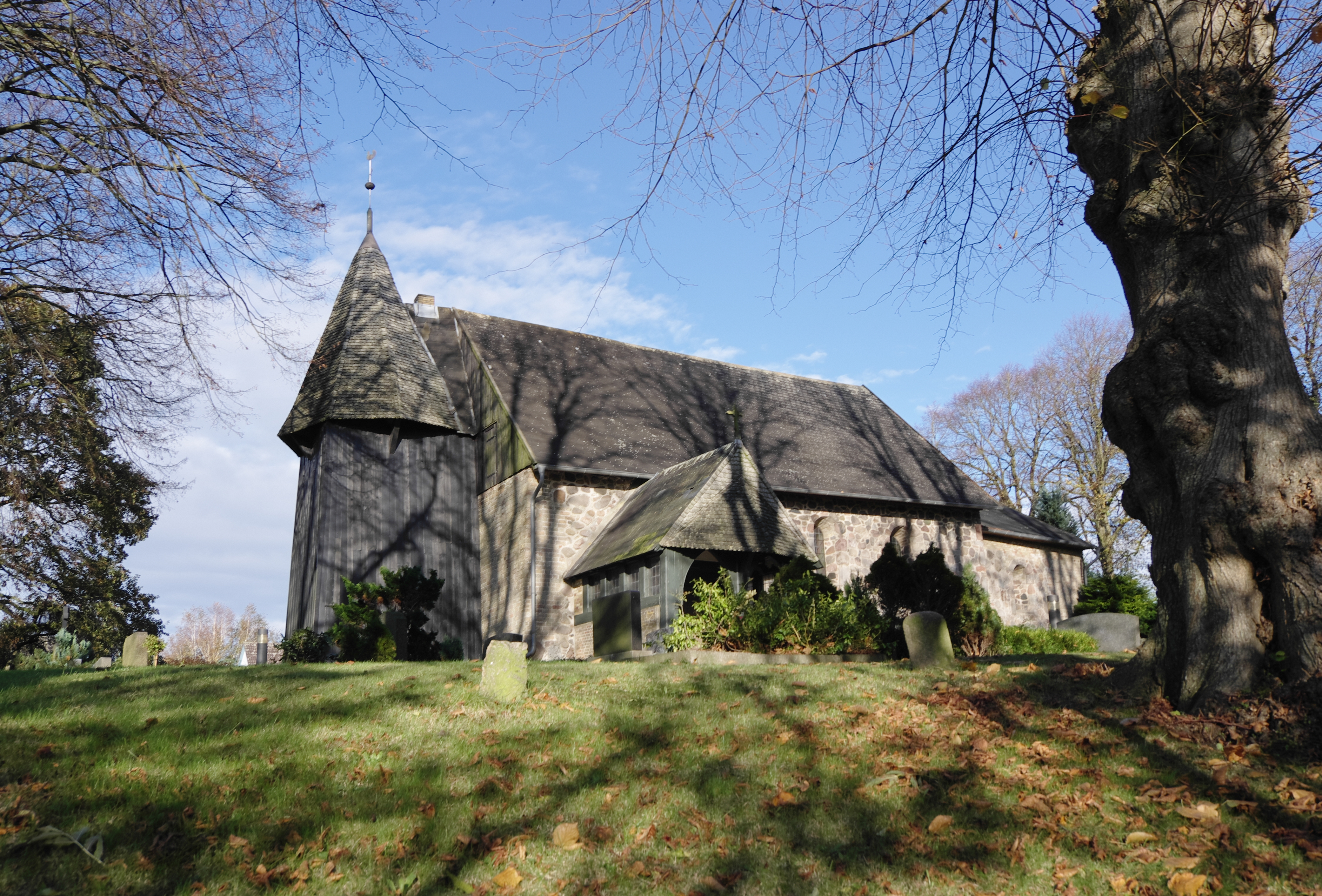
Kirche St. Jakobus
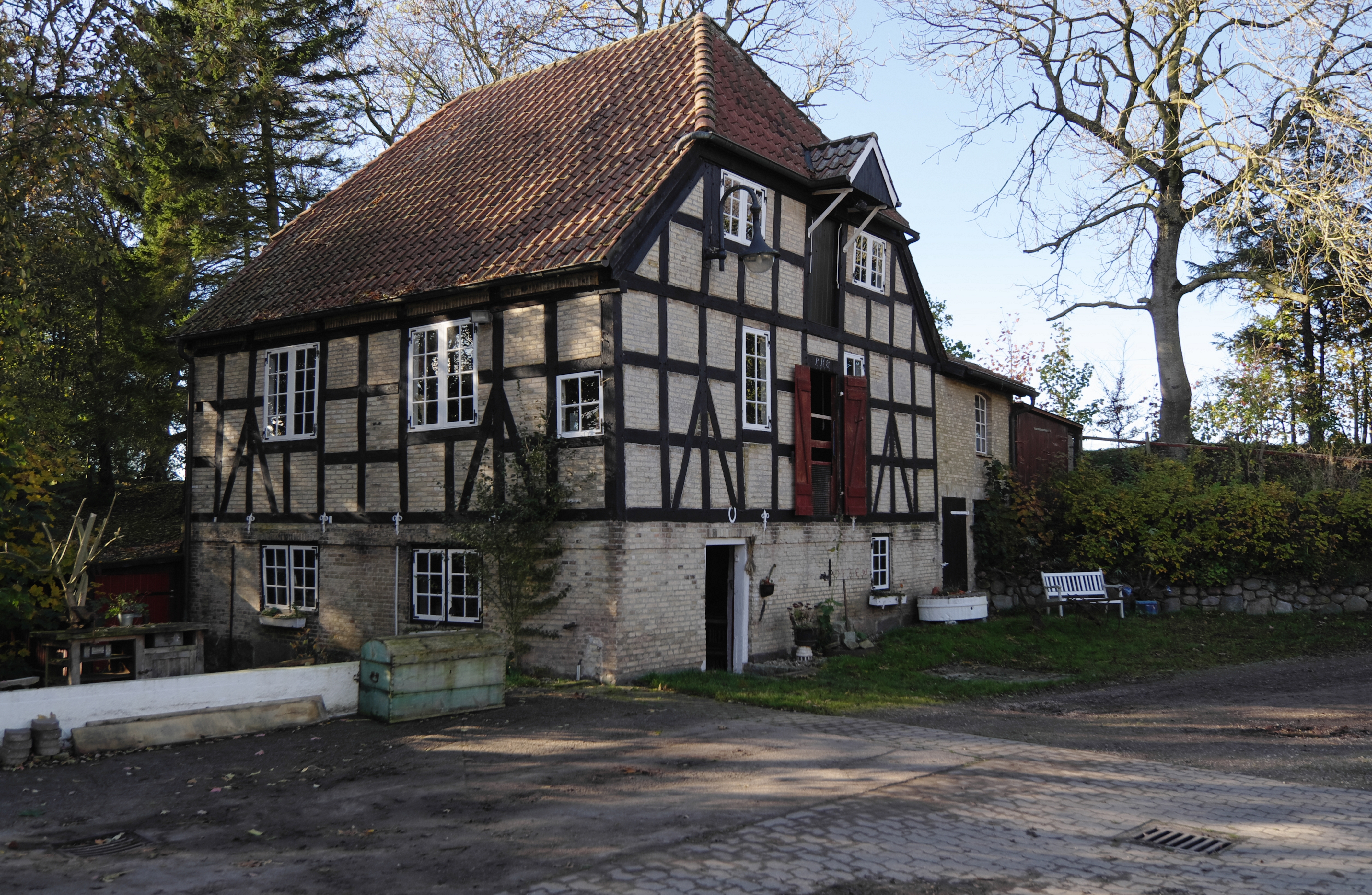
Wassermühle

### Ortsteile
Der Ortsname Schaalby (Skålby) ist 1361 erstmals als Scoleby dokumentiert worden. Der Name kann auf altnordisch skáli für alleinstehendes Haus, Hütte bzw. Hauptgebäude eines Gehöfts (vgl. andere nordische Ortsnamen wie Skálavík) oder auf altdänisch skole bzw. neudänisch skål für Schale zurückgehen, in letzterer Deutung etwa Dorf, Siedlung in einem schalenförmigen Terrain. Das Suffix -by steht in beiden Deutungen für Dorf, Siedlung.

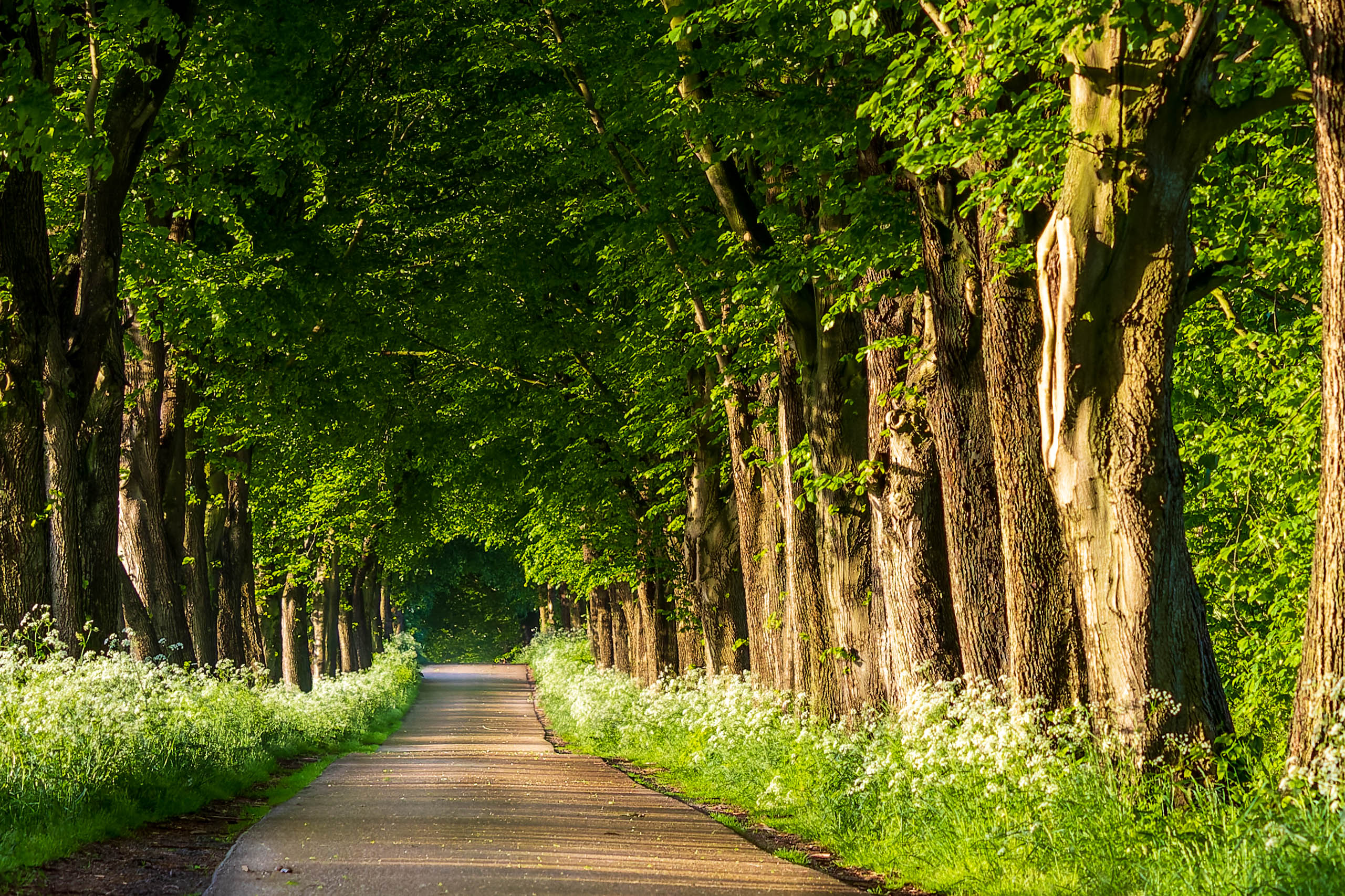
Allee in Füsing

Der Ortsname Füsing (Fysing) ist erstmals 1462 dokumentiert worden. Der Name kann entweder vom altnordischen und altdänischen fúss (bzw. adverbial fúsliga, vgl. althdt. funs) für willig, eifrig, eilig, bereit oder vom dänischen fuse für hervorstürzen, hervorströmen abgeleitet sein. Im letzteren Fall könnte Quellwasser oder schnell vorbeiziehendes Wasser beschrieben sein. Der Name bezieht sich eventuell als älterer Gewässername auf die Füsinger Au. In beiden Deutungen bezeichnet das Suffix -ing eine (germanische) Stellenbezeichnung. Der Ortsname hat Parallelen sowohl im süddeutschen als auch im nordischen Raum (vgl. Fusa in Norwegen).
Der Ortsname Moldenit (Moldened) ist 1352 erstmals dokumentiert. Der Name könnte sich auf altdänisch *mjald als Ablautform zu altdän. mold, neudän. muld, angeldän. mól für Erde, Grus, Sand beziehen.
Winning (Vinding) ist erstmals 1462 schriftlich dokumentiert und ist eine Zusammensetzung vom altdänischen *winnæ (≈ erwerben, bearbeiten) und dem Suffix -ing in der Bedeutung bearbeitetes Land. Möglich ist auch eine Deutung nach altnordisch vindr für Wind, evtl. in der Bedeutung einer erhöhten Stelle. Kahleby (Kalleby) ist 1196 dokumentiert worden und bedeutet Dorf des Kali zu altdän. -by für Dorf, Siedlung und Kali, vermutlich als Koseform zu Karl, altnordisch für Mann bzw. für einen einfachen, aber freien Bauern. Kalhebygaard mit dem Suffix -gaard für Hof ist für 1854 dokumentiert. Klensby ist 1196 erstmals dokumentiert und bezeichnet die Siedlung des *Klen, ein Personenname, der evtl. aus dem Niederdeutschen stammt (ndt. kleen für klein, vgl. aber auch Klenshyttan in Dalarna, Schweden). Tolkwade ist 1649 erstmals dokumentiert und bezeichnet eine Furt (dän. vad, mdän. vaj, ndt. watt) bei Tolk.

## Politik

### Gemeindevertretung
Bei der Kommunalwahl am 14. Mai 2023 wurden insgesamt dreizehn Sitze vergeben. Die CDU erhielt fünf Sitze, die SPD vier und der SSW und die Grünen je zwei Sitze.
Seit 2018 ist Karsten Stühmer Bürgermeister der Gemeinde Schaalby. 

### Wappen
Blasonierung: „Von Rot und Blau durch einen silbernen Wellenbalken geteilt. Oben ein linksgewendetes, besegeltes silbernes Wikingerschiff, unten ein silberner Fisch.“

## Wirtschaft und Infrastruktur

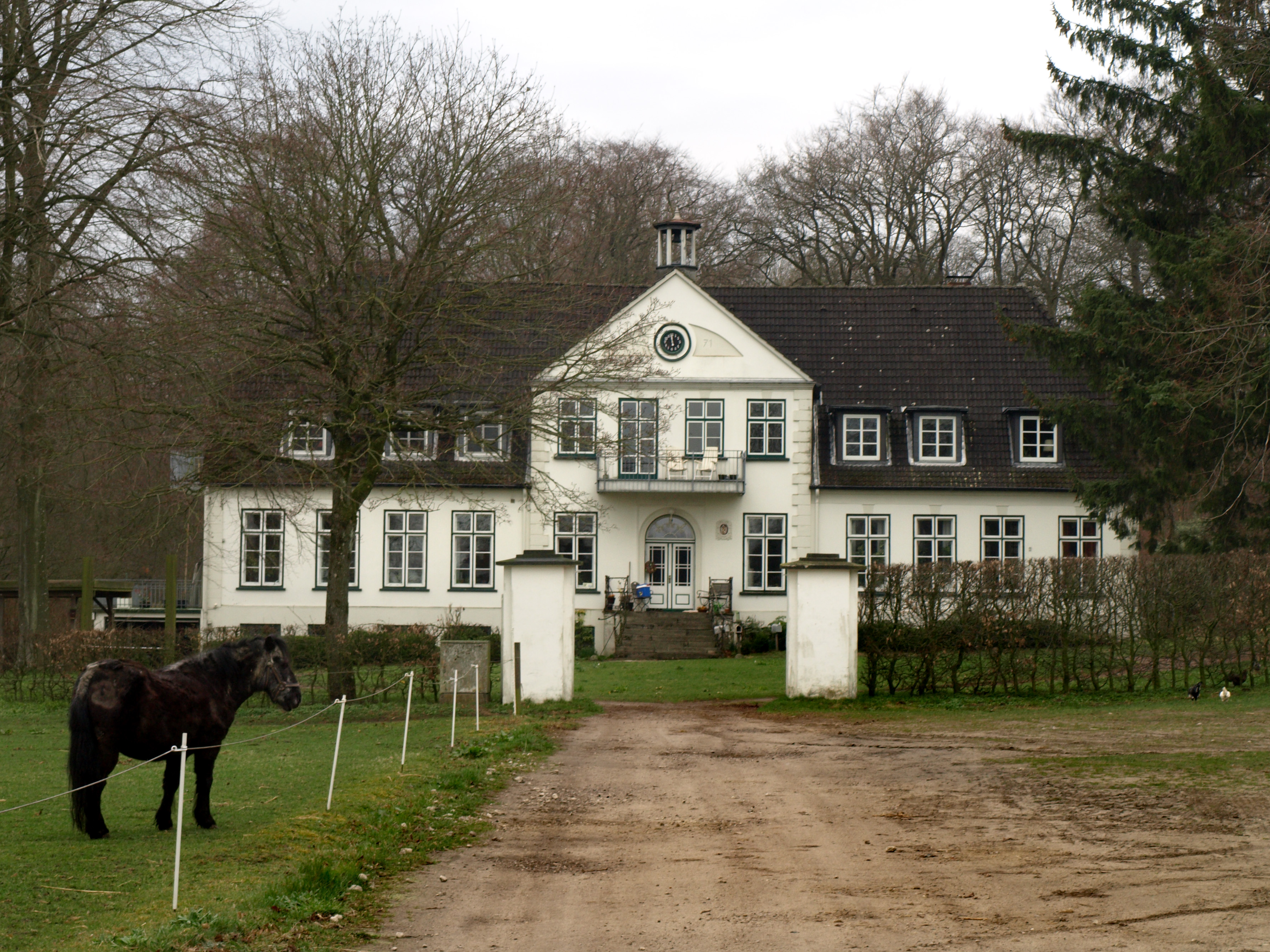
Herrenhaus des Guts Winning

Die Wirtschaft in der Gemeinde Schaalby ist historisch überwiegend von der Urproduktion der Landwirtschaft und heute auch vom Tourismus geprägt. Daneben sind im Ort einige Handwerks- und Handelsbetriebe angesiedelt.
Das Gut Winning südlich des Ortsteils Moldenit wird heute als Pferde-Auktionsstall genutzt. Das Herrenhaus des Gutes ist eingeschossiger Backsteinbreitbau mit Krüppelwalmdach und Mittelrisalit. Der Eingangsgiebel zeigt die Jahreszahl 1671 als Entstehungsjahr, 1835 wurde das Haus baulich erneuert.  Ein Vorläuferbau soll  bereits 1571 aus den Steinen der abgebrochenen Marienkirche auf dem Holm in Schleswig entstanden sein.

### Bildungseinrichtungen
Schaalby hat eine Grundschule, die Boy-Lornsen-Schule Südangeln. Sie ist nach dem Schriftsteller und Bildhauer Boy Lornsen benannt. Schaalby hat ferner eine evangelische Kindertagesstätte, die vom KiTa-Werk des Kirchenkreises Schleswig-Flensburg betrieben wird und „Lüdde Lütt“ heißt.

### Verkehr
Ins Gemeindegebiet führen zwei Landstraßen in Trägerschaft des Kreises Schleswig-Flensburg. Die Kreisstraße 119 (K 119) führt dabei in West-Ost-Richtung von Schleswig (Anschluss an der Bundesstraße 201) nach Brodersby (Anschluss an der schleswig-holsteinischen Landesstraße 189). Die Kreisstraße 114 stellt eine Querverbindung ebenfalls von der Bundesstraße 201 zur K 119 her.

## Religion
In Schaalby gibt es die ev.luth. Kirchengemeinde Brodersby-Kahleby-Moldenit. Die Gemeinde ist Mitglied der ev.-luth. Nordkirche. Sie umfasst die Dörfer Goltoft, Brodersby, Geelbyholz, Royum, Geel, Füsing, Schaalby, Kahleby, Moldenit und Klensby. Zu ihr gehören etwa 1650 Gemeindeglieder sowie die Kirchen in Kahleby, Moldenit und Brodersby.

## Belege
1. ↑  Statistikamt Nord – Bevölkerung der Gemeinden in Schleswig-Holstein 4. Quartal 2023 (XLSX-Datei) (Fortschreibung auf Basis des Zensus 2022) (Hilfe dazu).
2. ↑  Liste: Zuordnung der Gemeinden zu den Naturräumen. (PDF) S. 12, abgerufen am 21. Februar 2022.
3. 1 2  Topographische Karten SH im Digitaler Atlas Nord. Abgerufen am 21. Februar 2022.
4. 1 2 3 4  Schleswig-Holstein-Topographie. Bd. 8: Pölitz – Schönbek. Flying-Kiwi-Verl. Junge, Flensburg 2007, ISBN 978-3-926055-89-7, S. 263 (dnb.de [abgerufen am 23. Juli 2020]).
5. ↑  Relation: Schaalby (1149334) bei OpenStreetMap (Version #11). Abgerufen am 21. Februar 2022.
6. ↑  Statistisches Bundesamt (Hrsg.): Historisches Gemeindeverzeichnis für die Bundesrepublik Deutschland. Namens-, Grenz- und Schlüsselnummernänderungen bei Gemeinden, Kreisen und Regierungsbezirken vom 27. 5. 1970 bis 31. 12. 1982. W. Kohlhammer GmbH, Stuttgart/Mainz 1983, ISBN 3-17-003263-1, S. 184.
7. ↑  Christian Ludwig Ernst von Stemann: Geschichte des öffentlichen und Privat-Rechts des Herzogthums Schleswig. Gyldendal, Kopenhagen 1866, Bd. 1, S. 61.
8. ↑  Wolfgang Laur: Historisches Ortsnamenlexikon von Schleswig-Holstein, 2. Auflage, Neumünster 1992, S. 567
9. ↑  Johannes Kok: Det danske folkesprog i Sønderjylland, Band 2, København 1867, S. 342
10. ↑  Wolfgang Laur: Historisches Ortsnamenlexikon von Schleswig-Holstein. 2. Auflage, Neumünster 1992, S. 261
11. ↑  Johannes Kok: Det danske folkesprog i Sønderjylland. Band 2, København 1867, S. 140
12. ↑  Wolfgang Laur: Historisches Ortsnamenlexikon von Schleswig-Holstein. 2. Auflage, Neumünster 1992, S. 463
13. ↑  Wolfgang Laur: Historisches Ortsnamenlexikon von Schleswig-Holstein. 2. Auflage, Neumünster 1992, S. 701
14. ↑  Johannes Kok: Det danske folkesprog i Sønderjylland, Band 2, København 1867, S. 441/442
15. ↑  Wolfgang Laur: Historisches Ortsnamenlexikon von Schleswig-Holstein. 2. Auflage, Neumünster 1992, S. 370
16. ↑  Wolfgang Laur: Historisches Ortsnamenlexikon von Schleswig-Holstein. 2. Auflage, Neumünster 1992, S. 392
17. ↑  Johannes Kok: Det danske folkesprog i Sønderjylland, Band 2, København 1867, S. 222
18. ↑  Wolfgang Laur: Historisches Ortsnamenlexikon von Schleswig-Holstein. 2. Auflage, Neumünster 1992, S. 651
19. ↑  wahlen-sh.de
20. ↑  Kommunale Wappenrolle Schleswig-Holstein